# Collegio elettorale di Albenga (Regno di Sardegna)
Il collegio elettorale di Albenga o collegio elettorale di Albenga-Andora è stato un collegio elettorale uninominale del Regno di Sardegna per l'elezione della Camera dei deputati. Fu istituito in base alla legge elettorale dei 17 marzo 1848. Comprendeva i mandamenti di Albenga e Andora.

## Dati elettorali
Nel collegio si svolsero votazioni per sette legislature. Dopo l'unità il posto fu preso dell'omonimo collegio del regno d'Italia.

### I legislatura
Le votazioni si svolsero in 222 collegi uninominali a doppio turno. Come previsto dal decreto n. 680 del 17 marzo 1848, era eletto al primo turno il candidato che «riunisce in suo favore più del terzo dei voti del total numero dei membri componenti il collegio e più della metà dei suffragi dati dai votanti presenti all'adunanza» (art. 92). Se nessun candidato era eletto, al ballottaggio tra i due candidati con più voti era eletto chi otteneva il maggior numero di voti (art. 93) o, in caso di ugual numero di voti, il maggiore d'età (art. 94).
Il collegio era inizialmente denominato Albenga-Andora.
| Partito                            | Partito                            | Candidato                          | Primo turno 27 aprile 1848 | Primo turno 27 aprile 1848 | Ballottaggio 28 aprile 1848 | Ballottaggio 28 aprile 1848 |
| Partito                            | Partito                            | Candidato                          | Voti                       | %                          | Voti                        | %                           |
| ---------------------------------- | ---------------------------------- | ---------------------------------- | -------------------------- | -------------------------- | --------------------------- | --------------------------- |
|                                    | —                                  | Vincenzo Ricci                     | 132                        | 50,97                      | 125                         | 78,62                       |
|                                    | —                                  | Tommaso Nicolari                   | 127                        | 49,03                      | 34                          | 21,38                       |
|                                    |                                    |                                    |                            |                            |                             |                             |
| Iscritti                           | Iscritti                           | Iscritti                           | 413                        | 100,00                     | 413                         | 100,00                      |
| ↳ Votanti (% su iscritti)          | ↳ Votanti (% su iscritti)          | ↳ Votanti (% su iscritti)          | 290                        | 70,22                      | 159                         | 38,50                       |
| ↳ Voti validi (% su votanti)       | ↳ Voti validi (% su votanti)       | ↳ Voti validi (% su votanti)       | 259                        | 89,31                      | 159                         | 100,00                      |
| ↳ Schede non valide (% su votanti) | ↳ Schede non valide (% su votanti) | ↳ Schede non valide (% su votanti) | 31                         | 10,69                      | 0                           | 0,00                        |
| ↳ Astenuti (% su iscritti)         | ↳ Astenuti (% su iscritti)         | ↳ Astenuti (% su iscritti)         | 123                        | 29,78                      | 254                         | 61,50                       |

Il deputato Ricci optò per il collegio di Genova I il 19 maggio 1848 e il collegio fu riconvocato. 
Mancano però i verbali della seconda elezione del 28 giugno 1848 in cui fu eletto il canonico Tommaso Nicolari. la cui elezione fu annullata dalla Camera. Il collegio fu convocato una terza volta.
| Partito                            | Partito                            | Candidato                          | Primo turno 30 settembre 1848 | Primo turno 30 settembre 1848 | Ballottaggio 1 ottobre 1848 | Ballottaggio 1 ottobre 1848 |
| Partito                            | Partito                            | Candidato                          | Voti                          | %                             | Voti                        | %                           |
| ---------------------------------- | ---------------------------------- | ---------------------------------- | ----------------------------- | ----------------------------- | --------------------------- | --------------------------- |
|                                    | —                                  | Giovanni Battista Doria            | 62                            | 71,26                         | 99                          | 88,39                       |
|                                    | —                                  | Pietro Giacinto Garassini          | 25                            | 28,74                         | 13                          | 11,61                       |
|                                    |                                    |                                    |                               |                               |                             |                             |
| Iscritti                           | Iscritti                           | Iscritti                           | 413                           | 100,00                        | 413                         | 100,00                      |
| ↳ Votanti (% su iscritti)          | ↳ Votanti (% su iscritti)          | ↳ Votanti (% su iscritti)          | 99                            | 23,97                         | 113                         | 27,36                       |
| ↳ Voti validi (% su votanti)       | ↳ Voti validi (% su votanti)       | ↳ Voti validi (% su votanti)       | 87                            | 87,88                         | 112                         | 99,12                       |
| ↳ Schede non valide (% su votanti) | ↳ Schede non valide (% su votanti) | ↳ Schede non valide (% su votanti) | 12                            | 12,12                         | 1                           | 0,88                        |
| ↳ Astenuti (% su iscritti)         | ↳ Astenuti (% su iscritti)         | ↳ Astenuti (% su iscritti)         | 314                           | 76,03                         | 300                         | 72,64                       |

### II legislatura
Le votazioni si svolsero in 222 collegi uninominali a doppio turno con la stessa normativa precedente (al primo turno un numero di voti maggiore di un terzo degli iscritti).
| Partito                            | Partito                            | Candidato                          | Primo turno 22 gennaio 1849 | Primo turno 22 gennaio 1849 | Ballottaggio 23 gennaio 1849 | Ballottaggio 23 gennaio 1849 |
| Partito                            | Partito                            | Candidato                          | Voti                        | %                           | Voti                         | %                            |
| ---------------------------------- | ---------------------------------- | ---------------------------------- | --------------------------- | --------------------------- | ---------------------------- | ---------------------------- |
|                                    | —                                  | Giovanni Battista Doria            | 93                          | 80,17                       | 110                          | 93,22                        |
|                                    | —                                  | Giuseppe Musso                     | 23                          | 19,83                       | 8                            | 6,78                         |
|                                    |                                    |                                    |                             |                             |                              |                              |
| Iscritti                           | Iscritti                           | Iscritti                           | 413                         | 100,00                      | 413                          | 100,00                       |
| ↳ Votanti (% su iscritti)          | ↳ Votanti (% su iscritti)          | ↳ Votanti (% su iscritti)          | 118                         | 28,57                       | 118                          | 28,57                        |
| ↳ Voti validi (% su votanti)       | ↳ Voti validi (% su votanti)       | ↳ Voti validi (% su votanti)       | 116                         | 98,31                       | 118                          | 100,00                       |
| ↳ Schede non valide (% su votanti) | ↳ Schede non valide (% su votanti) | ↳ Schede non valide (% su votanti) | 2                           | 1,69                        | 0                            | 0,00                         |
| ↳ Astenuti (% su iscritti)         | ↳ Astenuti (% su iscritti)         | ↳ Astenuti (% su iscritti)         | 295                         | 71,43                       | 295                          | 71,43                        |

### III legislatura
Le votazioni si svolsero in 204 collegi uninominali a doppio turno con la normativa del 1848 (al primo turno un numero di voti maggiore di un terzo degli iscritti).
Mancano i verbali delle elezioni generali del 15 luglio 1849 vinte da Vittorio Del Carretto di Balestrino (178 voti per 462 iscritti nel collegio); la relativa elezione fu annullata dalla Camera il 29 settembre 1849 in seguito di un'inchiesta giudiziaria.
| Partito                            | Partito                            | Candidato                           | Risultati 28 ottobre 1849 | Risultati 28 ottobre 1849 |
| Partito                            | Partito                            | Candidato                           | Voti                      | %                         |
| ---------------------------------- | ---------------------------------- | ----------------------------------- | ------------------------- | ------------------------- |
|                                    | —                                  | Vittorio Del Carretto di Balestrino | 157                       | 63,05                     |
|                                    | —                                  | Giovanni Battista Doria             | 92                        | 36,95                     |
|                                    |                                    |                                     |                           |                           |
| Iscritti                           | Iscritti                           | Iscritti                            | 462                       | 100,00                    |
| ↳ Votanti (% su iscritti)          | ↳ Votanti (% su iscritti)          | ↳ Votanti (% su iscritti)           | 281                       | 60,82                     |
| ↳ Voti validi (% su votanti)       | ↳ Voti validi (% su votanti)       | ↳ Voti validi (% su votanti)        | 249                       | 88,61                     |
| ↳ Schede non valide (% su votanti) | ↳ Schede non valide (% su votanti) | ↳ Schede non valide (% su votanti)  | 32                        | 11,39                     |
| ↳ Astenuti (% su iscritti)         | ↳ Astenuti (% su iscritti)         | ↳ Astenuti (% su iscritti)          | 181                       | 39,18                     |

La Camera deliberò un'inchiesta sull'elezione suppletiva il 9 novembre 1849; i risultati non furono riferiti a causa dello scioglimento della Camera.

### IV legislatura
Le votazioni si svolsero in 204 collegi uninominali a doppio turno con la normativa del 1848 (al primo turno un numero di voti maggiore di un terzo degli iscritti).
| Partito                            | Partito                            | Candidato                           | Risultati 9 dicembre 1849 | Risultati 9 dicembre 1849 |
| Partito                            | Partito                            | Candidato                           | Voti                      | %                         |
| ---------------------------------- | ---------------------------------- | ----------------------------------- | ------------------------- | ------------------------- |
|                                    | —                                  | Vittorio Del Carretto di Balestrino | 204                       | 75,56                     |
|                                    | —                                  | Agostino Sasso                      | 66                        | 24,44                     |
|                                    |                                    |                                     |                           |                           |
| Iscritti                           | Iscritti                           | Iscritti                            | 462                       | 100,00                    |
| ↳ Votanti (% su iscritti)          | ↳ Votanti (% su iscritti)          | ↳ Votanti (% su iscritti)           | 281                       | 60,82                     |
| ↳ Voti validi (% su votanti)       | ↳ Voti validi (% su votanti)       | ↳ Voti validi (% su votanti)        | 270                       | 96,09                     |
| ↳ Schede non valide (% su votanti) | ↳ Schede non valide (% su votanti) | ↳ Schede non valide (% su votanti)  | 11                        | 3,91                      |
| ↳ Astenuti (% su iscritti)         | ↳ Astenuti (% su iscritti)         | ↳ Astenuti (% su iscritti)          | 181                       | 39,18                     |

### V legislatura
Le votazioni si svolsero in 204 collegi uninominali a doppio turno con la normativa del 1848 (al primo turno un numero di voti maggiore di un terzo degli iscritti).
| Partito                            | Partito                            | Candidato                           | Primo turno 8 dicembre 1853 | Primo turno 8 dicembre 1853 | Ballottaggio 11 dicembre 1853 | Ballottaggio 11 dicembre 1853 |
| Partito                            | Partito                            | Candidato                           | Voti                        | %                           | Voti                          | %                             |
| ---------------------------------- | ---------------------------------- | ----------------------------------- | --------------------------- | --------------------------- | ----------------------------- | ----------------------------- |
|                                    | —                                  | Domenico Musso                      | 113                         | 54,07                       | 154                           | 52,20                         |
|                                    | —                                  | Vittorio Del Carretto di Balestrino | 96                          | 45,93                       | 141                           | 47,80                         |
|                                    |                                    |                                     |                             |                             |                               |                               |
| Iscritti                           | Iscritti                           | Iscritti                            | 443                         | 100,00                      | 443                           | 100,00                        |
| ↳ Votanti (% su iscritti)          | ↳ Votanti (% su iscritti)          | ↳ Votanti (% su iscritti)           | 250                         | 56,43                       | 297                           | 67,04                         |
| ↳ Voti validi (% su votanti)       | ↳ Voti validi (% su votanti)       | ↳ Voti validi (% su votanti)        | 209                         | 83,60                       | 295                           | 99,33                         |
| ↳ Schede non valide (% su votanti) | ↳ Schede non valide (% su votanti) | ↳ Schede non valide (% su votanti)  | 41                          | 16,40                       | 2                             | 0,67                          |
| ↳ Astenuti (% su iscritti)         | ↳ Astenuti (% su iscritti)         | ↳ Astenuti (% su iscritti)          | 193                         | 43,57                       | 146                           | 32,96                         |

### VI legislatura
Le votazioni si svolsero in 204 collegi uninominali a doppio turno dopo la modifica dei collegi della Sardegna nel 1856; venne applicata la normativa del 1848 (al primo turno un numero di voti maggiore di un terzo degli iscritti).
| Partito                            | Partito                            | Candidato                           | Risultati 15 novembre 1857 | Risultati 15 novembre 1857 |
| Partito                            | Partito                            | Candidato                           | Voti                       | %                          |
| ---------------------------------- | ---------------------------------- | ----------------------------------- | -------------------------- | -------------------------- |
|                                    | —                                  | Vittorio Del Carretto di Balestrino | 226                        | 54,20                      |
|                                    | —                                  | Girolamo Rolandi                    | 124                        | 29,74                      |
|                                    | —                                  | Alessandro D'Aste                   | 67                         | 16,07                      |
|                                    |                                    |                                     |                            |                            |
| Iscritti                           | Iscritti                           | Iscritti                            | 613                        | 100,00                     |
| ↳ Votanti (% su iscritti)          | ↳ Votanti (% su iscritti)          | ↳ Votanti (% su iscritti)           | 434                        | 70,80                      |
| ↳ Voti validi (% su votanti)       | ↳ Voti validi (% su votanti)       | ↳ Voti validi (% su votanti)        | 417                        | 96,08                      |
| ↳ Schede non valide (% su votanti) | ↳ Schede non valide (% su votanti) | ↳ Schede non valide (% su votanti)  | 17                         | 3,92                       |
| ↳ Astenuti (% su iscritti)         | ↳ Astenuti (% su iscritti)         | ↳ Astenuti (% su iscritti)          | 179                        | 29,20                      |

### VII legislatura
Le votazioni si svolsero in 387 collegi uninominali a doppio turno. Come previsto dalla legge elettorale del 20 novembre 1859, era eletto al primo turno il candidato che «riunisce in suo favore più del terzo dei voti del total numero dei membri componenti il collegio e più della metà dei suffragi dati dai votanti presenti all'adunanza» (art. 91). Se nessun candidato era eletto, al ballottaggio tra i due candidati con più voti era eletto chi otteneva il maggior numero di voti (art. 92) o, in caso di ugual numero di voti, il maggiore d'età (art. 93).
Il collegio prese il nome Albenga.
| Partito                            | Partito                            | Candidato                          | Risultati 25 marzo 1860 | Risultati 25 marzo 1860 |
| Partito                            | Partito                            | Candidato                          | Voti                    | %                       |
| ---------------------------------- | ---------------------------------- | ---------------------------------- | ----------------------- | ----------------------- |
|                                    | —                                  | Pietro Monticelli                  | 302                     | 57,63                   |
|                                    | —                                  | Vittorio Del Carretto              | 222                     | 42,37                   |
|                                    |                                    |                                    |                         |                         |
| Iscritti                           | Iscritti                           | Iscritti                           | 898                     | 100,00                  |
| ↳ Votanti (% su iscritti)          | ↳ Votanti (% su iscritti)          | ↳ Votanti (% su iscritti)          | 555                     | 61,80                   |
| ↳ Voti validi (% su votanti)       | ↳ Voti validi (% su votanti)       | ↳ Voti validi (% su votanti)       | 524                     | 94,41                   |
| ↳ Schede non valide (% su votanti) | ↳ Schede non valide (% su votanti) | ↳ Schede non valide (% su votanti) | 31                      | 5,59                    |
| ↳ Astenuti (% su iscritti)         | ↳ Astenuti (% su iscritti)         | ↳ Astenuti (% su iscritti)         | 343                     | 38,20                   |

| Partito                            | Partito                            | Candidato                          | Risultati 6 maggio 1860 | Risultati 6 maggio 1860 |
| Partito                            | Partito                            | Candidato                          | Voti                    | %                       |
| ---------------------------------- | ---------------------------------- | ---------------------------------- | ----------------------- | ----------------------- |
|                                    | —                                  | Alessandro D'Aste Ricci            | 299                     | 76,08                   |
|                                    | —                                  | Stefano Castagnola                 | 94                      | 23,92                   |
|                                    |                                    |                                    |                         |                         |
| Iscritti                           | Iscritti                           | Iscritti                           | 896                     | 100,00                  |
| ↳ Votanti (% su iscritti)          | ↳ Votanti (% su iscritti)          | ↳ Votanti (% su iscritti)          | 405                     | 45,20                   |
| ↳ Voti validi (% su votanti)       | ↳ Voti validi (% su votanti)       | ↳ Voti validi (% su votanti)       | 393                     | 97,04                   |
| ↳ Schede non valide (% su votanti) | ↳ Schede non valide (% su votanti) | ↳ Schede non valide (% su votanti) | 12                      | 2,96                    |
| ↳ Astenuti (% su iscritti)         | ↳ Astenuti (% su iscritti)         | ↳ Astenuti (% su iscritti)         | 491                     | 54,80                   |

Il deputato Monticelli optò per il collegio di Finalborgo il 12 aprile 1860 e il collegio fu riconvocato.
Il deputato D'Aste Ricci cessò dalla carica per promozione il 17 novembre 1860 e il collegio non fu riconvocato.